# Emariannia cucullidea
Emariannia cucullidea är en fjärilsart som beskrevs av Benjamin 1933. Emariannia cucullidea ingår i släktet Emariannia och familjen nattflyn. Inga underarter finns listade i Catalogue of Life.